# Lei de Ponto Final

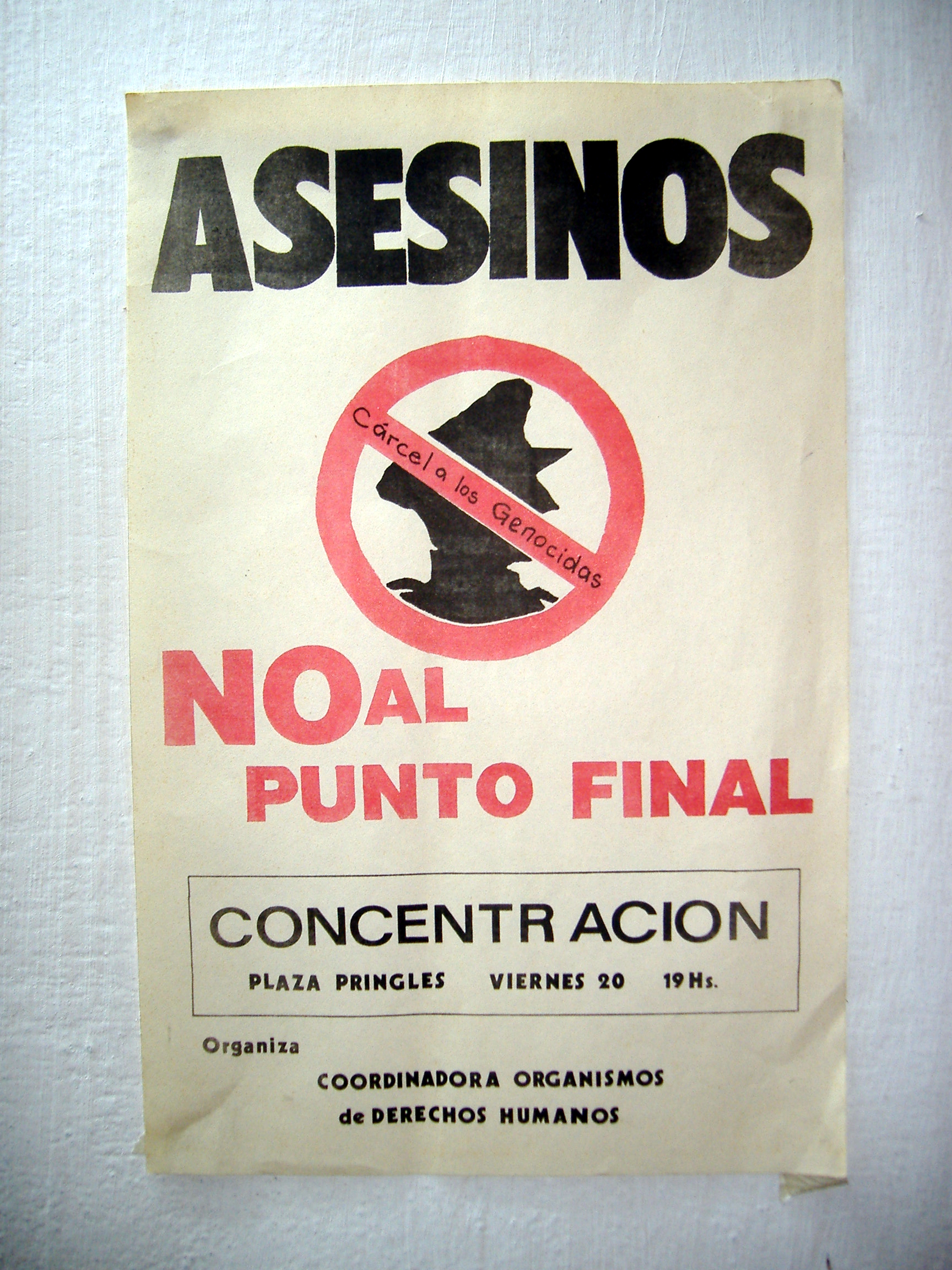
Convocatória de uma manifestação contra a Lei de Ponto Final.

A Lei 23.492, chamada Lei de Ponto Final, foi promulgada na Argentina a 24 de Dezembro de 1986 durante a presidência de Raúl Alfonsín, estabelecendo a paralisação dos processos judiciários contra os autores das detenções ilegais, torturas e assassinatos que ocorreram na etapa de ditadura militar, que começou com o golpe de estado.
A lei, que sancionava a impunidade dos militares pelo desaparecimento de 30 000 pessoas, foi objeto de uma grande polêmica.

## Conteúdo
Seu texto é muito curto, com apenas sete artigos; ditava o fim da pesquisa e persecução dos acusados de violência política durante a ditadura, até a restauração do regime democrático a 10 de Dezembro de 1983.
Num dos seus parágrafos indicava literalmente: "extinguir-se-á a ação penal contra toda pessoa que cometesse delitos ligados com a instauração de formas violentas de ação política até a 10 de Dezembro de 1983."
O artigo nº 5 excetuava a aplicação da lei em casos de falsificação de identidade e desaparecimento de menores. Este caso ocorrera como seqüestro de bebês, filhos de prisioneiras políticas destinadas a desaparecer, que eram em geral adotados por militares, que apagavam as pegadas da verdadeira identidade dos bebês.

## Finalidade
Durante esses anos a democracia estava permanentemente ameaçada por setores das Forças Armadas que recusavam aceitar o ajuizamento por violações dos direitos humanos durante o regime militar anterior. Para tentar manter sob controlo o descontente nas Forças Armadas, em 1986 o Congresso sancionou a Lei de Ponto Final impondo um prazo de 60 dias para processar aos acusados de delitos de lesa humanidade cometidos durante o governo militar.
Ainda assim, a lei não foi suficiente para os contentar, e na Semana Santa de 1987 ocorreu uma revolta militar, chamada dos carapintadas.
É de notar que, quase ao mesmo tempo, se promulgava no Uruguai a "Lei de Caducidade", bem como já existia no Chile a "lei de anistia".

## Aprovação e revogação
Após somente 3 semanas de debate, e apesar de que quatro dias antes, a 19 de Dezembro, cerca de 100 000 pessoas protagonizassem uma marcha exigindo que o projeto não fosse aprovado, a lei foi aprovada a 24 de Dezembro de 1986. Na Câmara dos Deputados o resultado da votação foi de 114 a favor, 17 contra e 2 abstenções; no Senado, 25 votaram a favor e 10 contra.
Tanto esta lei como a posterior Lei de Obediência Devida foram fortemente questionadas por parte das organizações de direitos humanos, o movimento estudantil, e as forças políticas progressistas.
A lei, junto com a sua complementar, a de Obediência devida, foram consideradas nulas pelo Congresso Nacional em 2003, e finalmente declaradas nulas pela Corte Suprema de Justiça, por ser inconstitucionais, a 14 de Junho de 2005.e finalmente declaradas nulas pela Corte Suprema de Justiça, por ser inconstitucionais, a 14 de Junho de 2005. Isto permitiu reabrir os casos relacionados com crimes contra a humanidade. O primeiro de tais casos, no que estava implicado Miguel Etchecolatz, antigo vice-comandante da Policia Provincial de Buenos Aires, finalizou em Setembro de 2006, sentando jurisprudência ao reconhecer que o terrorismo de estado da ditadura era uma forma de genocídio.